# Івано-Казанка
Іва́но-Каза́нка (рос. Ивано-Казанка, башк. Иван-Казанка) — село у складі Іглінського району Башкортостану, Росія. Адміністративний центр Івано-Казанської сільської ради.
Населення — 421 особа (2010; 430 в 2002).
Національний склад:
- чуваші — 87 %